# Pedro Fernández Hermida
Pedro Fernández Hermida es un ciclista profesional español, nacido en Rabós (Provincia de Gerona) el 25 de marzo de 1976.
Debutó como profesional con el equipo portugués Pepolim en el 2002. Ha estado prácticamente toda su carrera ligado al ciclismo portugués, hasta 2009, cuando fichó por Xacobeo Galicia.

## Palmarés
2004
- G. P. do Minho, más 1 etapa

2006
- 1 etapa del G. P. do Minho

## Equipos
- Pepolim (2002-2003)
- Beppi (2003-2004)
- ASC (2005)
- Imoholding (2006)
- Madeinox (2007)
- Loule (2008)
- Xacobeo Galicia (2009)